# 関村 (新潟県)
関村（せきむら）は、かつて新潟県岩船郡にあった村。

## 沿革
- 1889年（明治22年）4月1日 - 町村制施行に伴い岩船郡上関村、下関村、辰田新村、打上村、勝蔵村、南赤谷村、内須川村、幾地村、山本村、鍬江沢村、土沢村、大島村が合併し、関村が発足。
- 1901年（明治34年）11月1日 - 岩船郡七箇谷村、九箇谷村と合併し、関谷村となり消滅。